# Тако млада
Тако млада је први студијски албум српске певачице Тање Савић. Албум је објављен у јуну 2005. године за издавачку кућу Grand Production, а био је доступан на компакт-диску и касети.

## О албуму
Савићева је на албуму отпевала седам соло песама, као и једну дуетску са Дарком Филиповићем, једним од колега са којима је учествовала у првој сезони музичког такмичења Звезде Гранда. Марина Туцаковић је написала текстове за шест песама. Као аутори музике појављују се Александар Перишић Ромарио, Горан Ратковић Рале, Бане Опачић... Пет песама је снимљено у студију Гранд, а продуцирали су их Ромарио и Жика Јакшић. Преостале три нумере су забележене у студију Хит, уз продуцентски надзор Горана Ратковића Ралета. Ратковић је у истом студију урадио и постпродукцију албума.
Песма За моје добро претходно се појавила на компилацијском албуму Звезде Гранда 2004, на коме је била и највећи хит.
Највећим хитом са албума Тако млада сматра се насловна песма, али су и све остале биле више или мање запажене.
Aлбум је током 2005. године продат у 100.000 примерака. Ово издање је 10. априла 2006. на манифестацији Дани естраде, одржаној у Чачку, проглашено за најтиражнији албум у претходној календарској години, те је Савићева управо за њега по први пут добила награду Мелко.

## Списак песама
| №               | Назив                                           | Аутор(и)                                   | Трајање |  |
| 1.              | Тако млада                                      | М. Туцаковић (т) · А. П. Ромарио (м, а)    | 3:54    |  |
| 2.              | Као бродови                                     | М. Туцаковић (т) · Г. Ратковић Рале (м, а) | 3:10    |  |
| 3.              | Зашто ме у образ љубиш                          | М. Туцаковић (т) · А. П. Ромарио (м, а)    | 3:29    |  |
| 4.              | Минут љубави                                    | М. Туцаковић (т) · А. П. Ромарио (м, а)    | 4:12    |  |
| 5.              | Стани туго                                      | М. Туцаковић (т) · Г. Ратковић Рале (м, а) | 3:26    |  |
| 6.              | Играчка                                         | Е. Узуновић (т, м, а) · Еуро бенд (а)      | 3:35    |  |
| 7.              | У години један дан (дует са Дарком Филиповићем) | Д. Шетина (т) · Б. Опачић (м, а)           | 2:51    |  |
| 8.              | За моје добро                                   | М. Туцаковић (т) · Г. Ратковић Рале (м, а) | 3:59    |  |
| Укупно трајање: | Укупно трајање:                                 | Укупно трајање:                            | 28:36   |  |

## Пратећи музичари
- Ана Бекута — пратећи вокали (1, 3, 4, 6, 7)
- Данка Стојиљковић — пратећи вокали (1, 3, 4, 6, 7)
- Ивана Селаков — пратећи вокали (2, 5, 8)
- Леонтина Вукомановић — пратећи вокали (1, 3, 4, 6, 7)
- Ивица Максимовић — гитаре[1]

## Остале заслуге
- Александар Перишић Ромарио — продуцент, миксовање (1, 3, 4, 6, 7)
- Жика Јакшић — продуцент, миксовање (1, 3, 4, 6, 7)
- Горан Ратковић Рале — продуцент, миксовање (2, 5, 8), постпродукција албума
- Ненад Јовановић Шека — копродуцент (2, 5, 8)
- Данијел Јовановић — тонски сниматељ
- Драган ШухАрт — дизајн омота
- Дејан Милићевић — фотографије[1]